# Forum (architectuurtijdschrift)

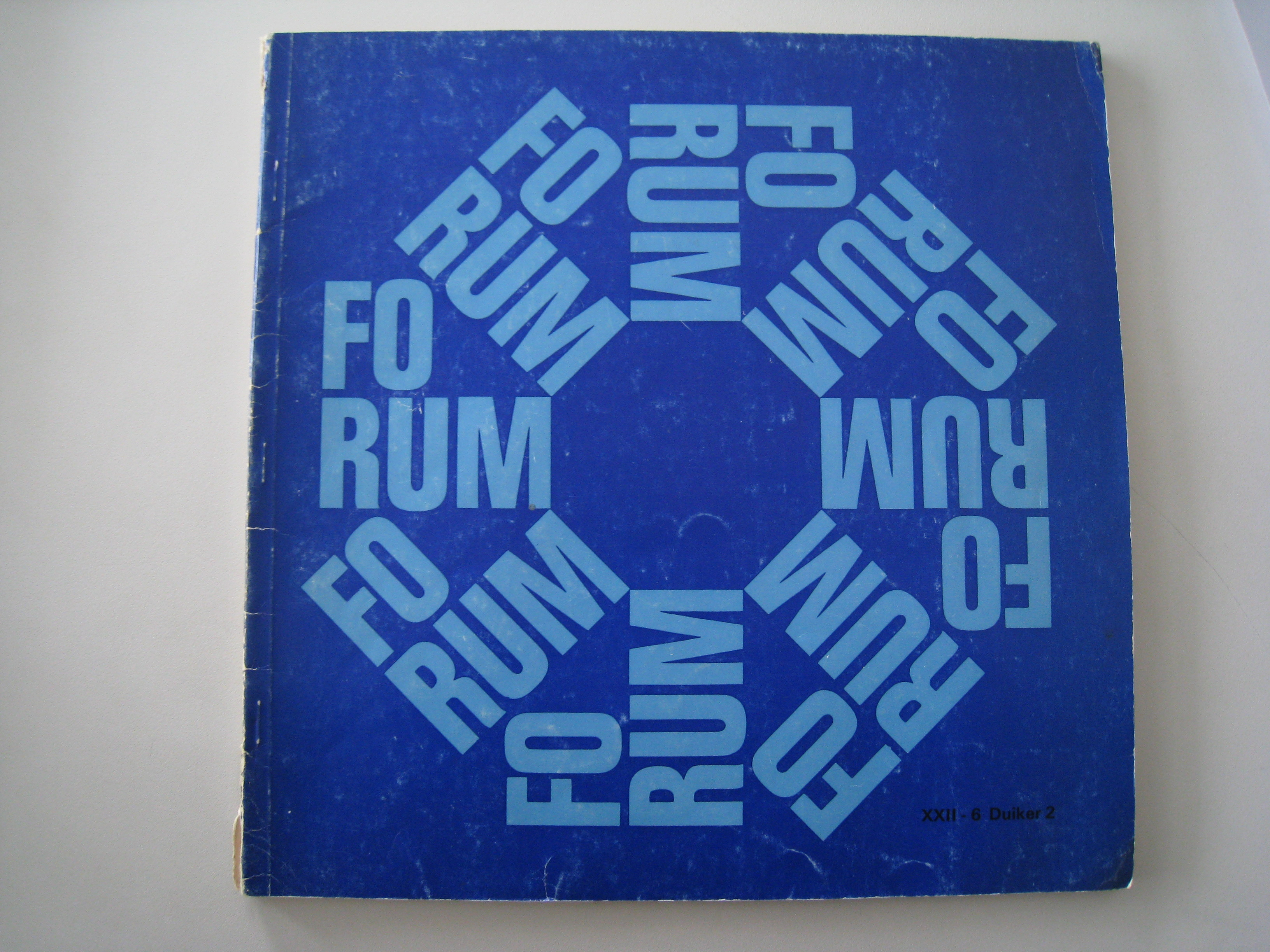
Titelpagina Forum, jaargang XXII, 1972

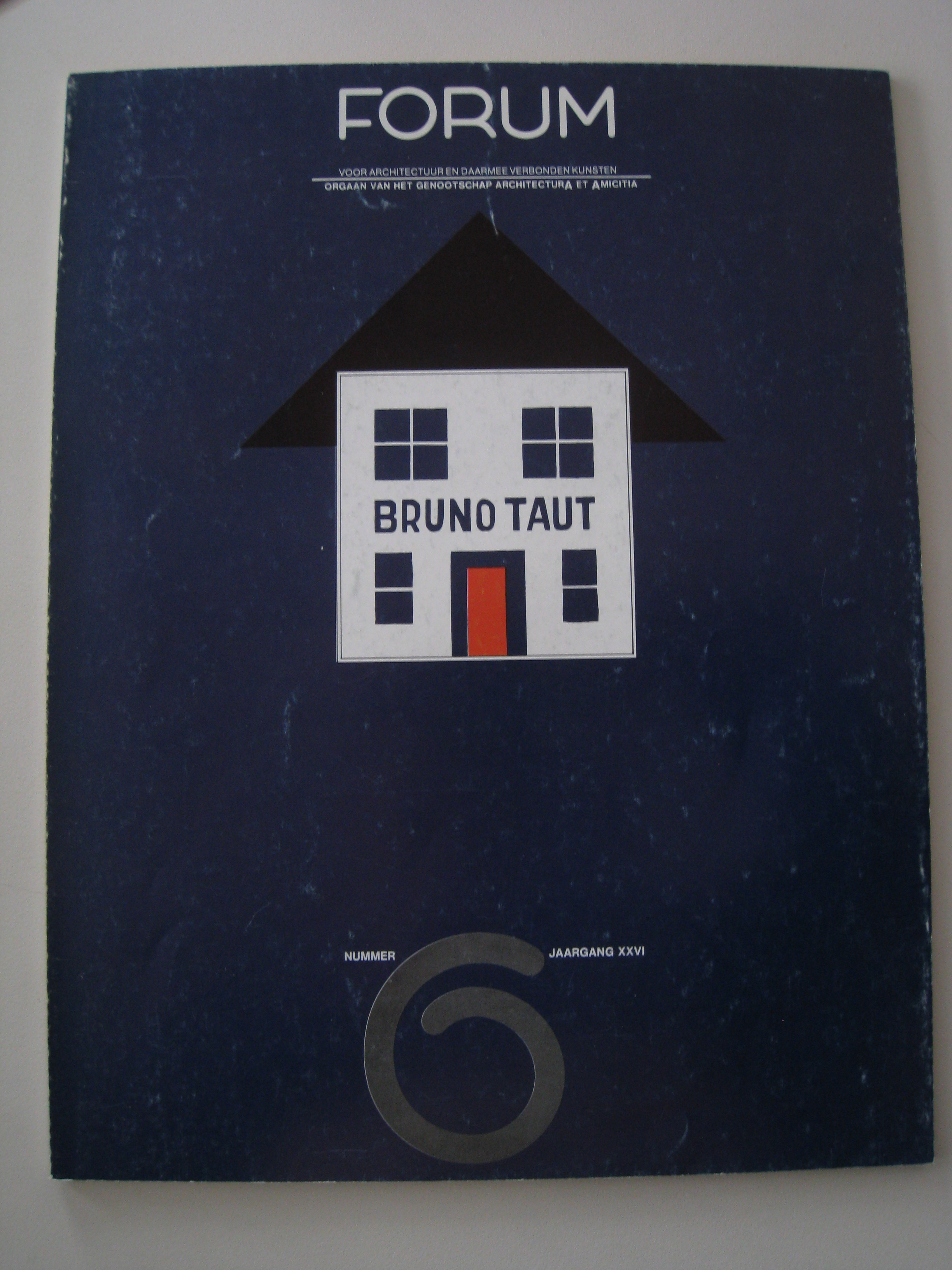
Titelpagina Forum, jaargang XXVI, 1975

Forum is een Nederlands architectuurtijdschrift dat bekendstond als spreekbuis van de structuralisten. Forum wordt algemeen geloofd om de hoge kwaliteit van de grafische vormgeving.
Het tijdschrift is een orgaan van het genootschap Architectura et Amicitia, in 1946 opgericht in samenwerking met de Koninklijke Maatschappij tot Bevordering der Bouwkunst of de Bond van Nederlandse Architecten. Forum kondigt zich aan als Forum voor architectuur en daarmee verbonden kunsten met andere woorden als platform voor architecten en beoefenaars van de gebonden kunsten. Het tijdschrift laat de kritische distantie, zo kenmerkend voor het klassieke architectuurtijdschrift varen, en neemt zelf positie in in het hedendaagse architectuurveld. Het tijdschrift is uniek omdat het volledig onafhankelijk door de beroepsgroep zelf geproduceerd wordt zonder uitgever. Men stelde zich bij de oprichting ten doel het verkleinen van de kloof tussen moderne en traditionele architectuur.

## Forumgroep
In 1959 namen Jaap Bakema en Aldo van Eyck de redactie van Forum over en traden Herman Hertzberger, Dick Apon, Gert Boon, Joop Hardy en Jurriaan Schrofer toe tot de redactie. In dit Forum uitten zij hun kritiek op het modernisme van CIAM en trachtten een nieuwe architectuurstijl te ontwikkelen die neerkomt op een structuralistische aanpak: gebouwen met een geometrische structuur van kleine eenheden, gerelateerd aan de menselijke schaal.

De redactie liet haar invloed gelden op het toenmalige architectuuronderwijs waardoor haar visie zich snel verspreidde. Verder kwamen voor die tijd relevante thema's als inspraak, kleinschaligheid, het overschrijden van disciplines en de integrale aanpak van een buurt bij het ontwerpen van een bouwkundige omgeving aan bod. Men sprak dan ook van Forumarchitectuur.
Na 1969 kwam door onderwijshervormingen een einde aan de uitstraling van het tijdschrift en zijn redactie. Daarna verscheen het tijdschrift vrij onregelmatig. De 39e jaargang van het tijdschrift won in 2001 de Designprijs Rotterdam. De vier nummers van deze jaargang zijn van de hand van Jop van Bennekom en Erik Wong. Het prijzengeld bedroeg 40 000 gulden. Daarmee kon het tijdschrift een volgende jaargang bekostigen.
Vanaf 2005 is het tijdschrift, dat voorheen zes- of viermaal per jaar verscheen, omgezet in een jaaruitgave. In 2008 bracht Architectura et Amicitia de publicatie Amsterdam van Ton Schaap uit onder de noemer van Forum.

## Enkele onderwerpen, chronologisch geordend
- 1972: twee nummers over ir. arch. Jan Duiker; over architect Giancarlo De Carlo; de straat; huizen en dorpen van de Caraïben, van de Marowijne, Suriname; Planning with people advocacy in East Harlem; verslag van drie jaar Spaarndammerbuurt
- 1973: over 't Gat in de Biltstraat en neogotiek in Nederland; over Jean Tinguely; Herman Herzberger, huiswerk voor meer herbergzame vorm; Stedenbouwkunde in België 1920-1940, algemene ontwikkeling en tuinwijken
- 1974: typografie van architect Hendrik Wijdeveld; over de specifieke bijdrage van IJsland en de IJslandse samenleving tot de architectuurgeschiedenis; twee nummers over drie jaar bouwen in Tunesië
- 1975:thema nummer over architect Bruno Taut door Rudy Uytenhaak.
- 1980: over Jaap Bakema en Gerrit Rietveld

## Internationale periode van 1959 tot 1973
In de architectuur van de 20e eeuw heeft het tijdschrift Forum een soortgelijke waardering gekregen als de vroegere tijdschriften De Stijl (1917-1931) en Wendingen (1918-1932). Alle drie leverden bijdragen voor internationale stromingen zoals het Structuralisme, de Internationale Stijl en het Expressionisme. In vergelijking tot de twee vroegere tijdschriften kent Forum een langer bestaan, namelijk van 1946 tot nu toe. Tijdens deze jaren is een internationaal relevante fase aan te wijzen van 1959 tot 1973. Voor de Forumuitgaven uit deze tijd waren vooral de redacteuren Jaap Bakema, Aldo van Eyck, Herman Hertzberger en John Habraken verantwoordelijk, samen met de projectbijdragen van Piet Blom. Het is opvallend dat de avant-gardetijd van Forum even kort was als die van De Stijl en Wendingen. Bij alle drie zijn het 14 jaar. Hieronder zijn tien uitgaven genoemd, die een belangrijke rol speelden bij de internationale architectuurontwikkeling van 1959 tot 1973.
Forum 7/1959. "Het verhaal van een andere gedachte" van Aldo van Eyck. Deze uitgave wordt gezien als manifest van de internationale architectuurstroming structuralisme. De naam structuralisme werd pas later gebruikt in publicaties, de eerste keer in het Nederlandse tijdschrift TABK 1/1969. Belangrijke opvattingen van de Forumgroep waren: herwaardering van principes van de historische stad en transformatie naar onze tijd, "Sense of place", verscheidenheid, geleding van de bouwmassa, identiteit van de bewoners en de stedenbouwkundige vormen, groei, verandering en samenhang. Voor Herman Hertzberger werd later het structuurplan van Manhattan met zijn helderheid, zijn interpreteerbaarheid en zijn doorgaande zichtlijnen een van de grote voorbeelden. De Forumgroep keerde zich tegen de rationalistische stedenbouw van de wederopbouw na de Tweede Wereldoorlog, die volgens de CIAM-doctrine ontstaan was. Op pagina 198 van Forum 7/1959 staat een negatief voorbeeld: een luchtfoto van een deel van het Algemeen Uitbreidingsplan (AUP) van Amsterdam, in de buurt van het Bos en Lommerplein. Verantwoordelijk voor dit plan waren de stedenbouwer Cornelis van Eesteren (in de jaren 1930 ook president van de internationale CIAM), de architect Ben Merkelbach en anderen. Bij de luchtfoto schreef Aldo van Eyck: "Zelden waren de mogelijkheden ruimer – Zelden heeft een vak zo gefaald."
Forum 8/1959. Herman Hertzberger publiceert configuraties met luciferdoosjes. Dit vormconcept komt later terug bij het wooncomplex Habitat 67 in Montreal van Moshe Safdie, die contacten had met de Forumgroep.
Forum 6-7/1960-1961. Publicatie van het internationaal zeer invloedrijke weeshuis in Amsterdam van Aldo van Eyck met een artikel over zijn architectuuropvatting.
(In 1961 komt het boek De dragers en de mensen van John Habraken uit. Het brengt een koerswijziging tot stand bij een deel van de Forumredactie. De "Aesthetics of Number" van Aldo van Eyck krijgt een alternatief door het principe "Structuur en interpretatie" of "Structuur en toeval". Van 1964 tot 1968 is Habraken actief in een nieuw redactieteam van Forum, dat minder spraakmakend overkomt.)
Forum 1/1962. Herontdekking van de architect Jan Duiker uit de jaren 1920 met de publicatie van onder andere het Sanatorium Zonnestraal in Hilversum.
Forum 2/1962. Geïnspireerd door het verhaal van Habraken verschijnt het Forumnummer over Split van Jacob Bakema. De uitgave is invloedrijk bij het Team Ten, onder andere voor het project van de Vrije Universiteit Berlijn in 1963.
Forum 3/1962. Studies van Aldo van Eyck over archaïsche leefgemeenschappen. In deze uitgave schrijft hij over zijn reis naar de Pueblo's in New Mexico van de VS. Artikel van Herman Hertzberger over "Structuur en interpretatie" met als voorbeelden de arena's van Arles en Lucca.
Forum 5/1962. Uitgebreide publicatie van Moshe Safdie over een woonwijk als voorloper van zijn Habitat 67.
Forum July/1967. Laatste gezamenlijke uitgave van de Forumgroep. Artikelen van Aldo van Eyck over "Past, present and future" en van Hertzberger over "Configuratie", "Wederkerigheid van vorm en programma" en "Identiteit".
Forum Juli/1970. Uitgave over participatie in de woningbouw onder redactie van Herman Hertzberger en anderen.
Forum 3/1973. Hele uitgave van Herman Hertzberger met de titel "Huiswerk voor meer herbergzame vorm", in het Nederlands en Engels.

## Oplage
| Jaar | Betaalde gerichte oplage | Totaal verspreide oplage |        |
| ---- | ------------------------ | ------------------------ | ------ |
| 2004 | 23.953                   | 28.281                   | [ 6 ]  |
| 2006 | 23.880                   | 27.954                   | [ 7 ]  |
| 2007 | 23.792                   | 27.636                   | [ 8 ]  |
| 2011 | 21.834                   | 25.272                   | [ 9 ]  |
| 2012 | 21.445                   | 24.806                   | [ 10 ] |